# 愛知社会保険事務局

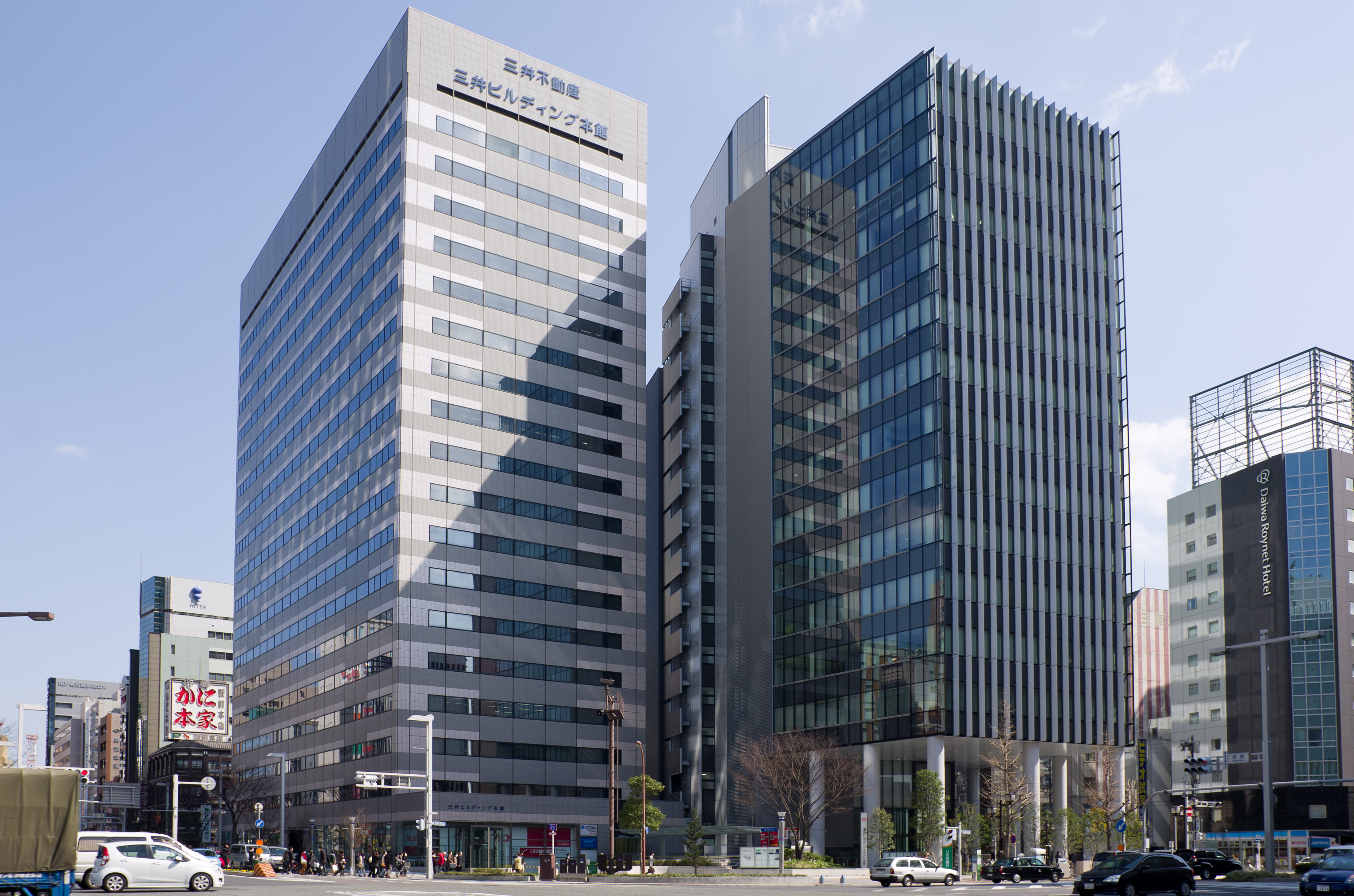
愛知社会保険事務局が入居する名古屋三井ビルディング

愛知社会保険事務局（あいちしゃかいほけんじむきょく）は、愛知県名古屋市中村区にあった社会保険庁の地方支分部局で、愛知県を管轄していた。

## 管内社会保険事務所等
- 大曽根社会保険事務所（名古屋市東区）
- 愛知社会保険事務局中村社会保険事務室（中村社会保険事務所）（名古屋市中村区）
- 鶴舞社会保険事務所（名古屋市中区）
- 熱田社会保険事務所（名古屋市熱田区）
- 笠寺社会保険事務所（名古屋市南区）
- 昭和社会保険事務所（名古屋市昭和区）
- 名古屋西社会保険事務所（名古屋市西区）
- 名古屋北社会保険事務所（名古屋市北区）
- 豊橋社会保険事務所（豊橋市）
- 岡崎社会保険事務所 （岡崎市）
- 一宮社会保険事務所（一宮市）
- 瀬戸社会保険事務所（愛知社会保険事務局瀬戸事務所）（瀬戸市）
- 半田社会保険事務所（半田市）
- 豊川社会保険事務所（豊川市）
- 刈谷社会保険事務所（刈谷市）
- 豊田社会保険事務所（豊田市）